# صرع رمعي عضلي
يُشير الصرع الرمعي العضلي إلى مجموعة معينة من أنواع الصرع التي تحدث بالترافق مع الرمع العضلي. عندما ترتبط الاهتزازات الرمعية العضلية في بعض الأحيان بنشاط الموجة الدماغية غير الطبيعية، يمكن تصنيفها على أنها نوع من الصرع الرمعي العضلي. إذا كان نشاط الموجة الدماغية غير الطبيعية مستمراً ونتج عن نوبات صرع مستمرة، فقد يُنصح باجراء تشخيص الصرع الرمعي العضلي. الصرع بشكل عام هو اضطراب ينتج عنه نوبات متكررة. تحدث نوبة الصرع بسبب النشاط الكهربائي غير المعتاد في الدماغ. هناك عدة أنواع مختلفة من الصرع. يُسبب الصرع الرمعي العضلي تقلص عضلات الجسم. هذا النوع من النوبات يسبب حركات رجيج سريعة. غالبًا ما تحدث نوبات الرمع العضلي في الحياة اليومية.  يشمل ذلك الفواق ورعشة مفاجئة أثناء النوم. الحالة ليست صرع ما لم يكن هناك أكثر من نوبات صرع تحدث بشكل متكرر بمرور الوقت. يُعرف الصرع الرمعي العضلي عند الأطفال بـما يلي:
- الصرع الرمعي العضلي الشبابي
- صرع جانز.
- متلازمة جنز.

عندما تستمر الحالة في التدهور، يُعرف الاضطراب باسم الصرع الرمعي العضلي المترقي. تُشير كلمة الرمع إلى سلسلة من التقلصات والارتخاءات العضلية اللارادية المنتظمة. الرمع هو علامة لبعض الحالات العصبية، خاصة تلك المرتبطة بآفات العصبون الحركي العلوي والتي تتضمن المسارات الحركية النازلة، وفي كثير من الحالات، يرافقه التشنج (شكل آخر من أشكال فرط التوتر التشنجي).

## العلامات والأعراض
يمكن وصف الرمع العضلي بأنه عبارة عن اهتزازات قصيرة في الجسم يمكن أن يصيب أي جزء من الجسم، ولكنه يحدث غالبًا في الأطراف أو عضلات الوجه. عادة ما تكون الهزات لا إرادية ويمكن أن تؤدي إلى السقوط وقد تشبه التشنج اللاإرادي. عندما تنتهي نوبة الرمع العضلي، يستمر الشخص عادة في فعل ما كان يفعله قبل وأثناء النوبة. يكون المصابون مستيقظون وقادرون على التفكير بوضوح. ليس هناك حاجة إلى الإسعافات الأولية بسبب هذا النوبة.
تؤثر نوبات الرمع العضلي بشكل عام على الرقبة والأكتاف والذراعين. قد لا تتم ملاحظة نوبات الرمع العضلي لأنها تحدث بسرعة. تشمل أعراض هذه النوبات ما يلي:
- الهزات العضلية السريعة وغير المنضبطة.
- حركات متشنجة أو إيقاعية.
- مشاكل آنية في التحكم الحركي.

غالبًا ما تتطور حالات الصرع الرمع العضلي في مرحلة الطفولة إلى نوبات أكثر حدة في مرحلة البلوغ.
يُستخدم تخطيط أمواج الدماغ لقراءة نشاط موجة الدماغ. عادة ما يرتبط نشاط السفاة (الشوكة) الناتجة عن الدماغ مع الهزات القصيرة التي تظهر على EMG. تحدث عادةً بدون فقدان للوعي يمكن اكتشافه وقد تكون معممة أو موضعية أو مركزية على تتبع تخطيط كهربية الدماغ. يمكن أن تكون هزات الرمع العضلي صرعية أو غير صرعية. الصرع الرمعي العضلي هو أحد المظاهر الكهربائية الإكلينيكية الأولية للصرع التي تنطوي على الخلايا العصبية النازلة، والتي يمكن أن يؤدي تضخيمها المكاني (الانتشار) أو الزمني (التكرار الذاتي) إلى زيادة نشاط الصرع بشكل واضح.

## التشخيص
هناك نوعان من المتلازمات والعديد من الاضطرابات ذات الصلة بالصرع الرمعي العضلي:
1. الصرع الرمعي العضلي الشبابي.
2. الصرع الرمعي العضلي المترقي.

- متلازمة مرف.
- متلازمة لافورا.
- داء ليبوفوسيني سيرويدي عصبي.

### النمط الشبابي
الصرع الرمعي العضلي الشبابي مسؤول عن 7% من حالات الصرع. تبدأ النوبات الصرعية عادةً حول سن البلوغ ويكون لها أساس وراثي. يمكن أن تحرض النوبات منبهات انتقائية، أحد أكثرها شيوعًا الوميض الضوئي.

### النمط المترقي
يترافق الصرع الرمعي العضلي المترقي بنوبات صرعية رمعية عضلية، ومشاكل أخرى متعلقة بالمشي أو الكلام. تسوء هذه الأعراض عادةً مع مرور الوقت ويمكن أن تصبح مميتة.
تعد متلازمة مِرف أيضًا صرعًا رمعيًا عضليًا مع ألياف حمراء متجعدة. يؤثر هذا المرض الوراثي النادر على الخلايا العضلية. تتضمن خصائص متلازمة مرف إلى جانب النوبات الصرعية الرمعية العضلية، الرنح، واعتلال الأعصاب المحيطية، والعته (الخرف).
داء لافورا مرض يعرف أيضًا باسم صرع لافورا الرمعي العضلي المترقي، وهو مرض وراثي جسمي متنحٍ يتميز بنوبات صرعية متكررة وتراجع في القدرات العقلية. يحدث داء لافورا عادة في الطفولة المتأخرة ويؤدي إلى الموت بعد نحو 10 تقريبًا من ظهور العلامات الأولى للمرض.
مرض أنفريخت لوندبورغ هو اضطراب وراثي جسمي متنحٍ يظهر في الأفراد في عمر ست سنوات تقريبًا. ويترافق بفقدان محتمل للوعي، والصلابة، والرنح، والرتة، وتراجع الوظائف العقلية، والرجفان اللاإرادي.
يصف الداء الليفوسيني السيرويدي العصبي مجموعة من الأمراض التي تسبب العمى، وفقدان القدرات العقلية, وفقدان الحركة. تنطوي جميع الأمراض في هذه المجموعة على اضطرابات الاختزان في الجسيمات الحالة وتؤدي إلى الوفاة بعد نحو عشر سنوات من ظهور المرض.

### اضطرابات مرتبطة
ترتبط متلازمة لينوكس غاستو بالعجز الفكري وعدم الاستجابة للأدوية المضادة للصرع. وتبدأ عادة في السنوات الأولى من الحياة.
الرمع العضلي الانعكاسي الشبكي شكل معمم من الصرع الناشئ من جذع الدماغ. يمكن أن تظهر الهزات المرتبطة بالاضطراب في جميع عضلات الجسم أو أن تكون انتقائية في مناطق معينة. يمكن أن تُحرَض الهزات بالحركة الإرادية أو بمنبهات انتقائية.

### تشخيص تفريقي
قد تكون الهزات الرمعية العضلية الغير صرعية بسبب اضطراب في الجهاز العصبي أو اضطرابات أيضية أخرى قد تنشأ في الكلى (مثل فرط حَمْضِ يوريكِ الدَّمِ) وفشل الكبد (مثل حالات الأمونيا العالية).[بحاجة لمصدر]

## العلاج/الإدارة
بالنسبة للعديد من المرضى، يمكن أن يخفف العلاج الصحيح حدوث النوبات أو يمنعها. العلاج الأكثر شيوعًا هو الأدوية المضادة للنوبات. ومع ذلك، تتوفر خيارات علاجية أخرى، ولكنها تعتمد على:
- نوع النوبة.
- كم مرة تحدث النوبات.
- مدى شدة النوبات.
- عمر المريض.
- صحة المريض بشكل عام.
- التاريخ الطبي للمريض.

يمكن أن تكون الأدوية المضادة للصرع مفيدة جدًا. قد يستغرق الأمر بضع محاولات لمعرفة الدواء المناسب والكمية الصحيحة. سيراقب الطبيب الآثار الجانبية للعثور على أفضل دواء. في حالات نادرة، قد تكون الجراحة خيارًا إذا لم يتمكن الدواء من السيطرة على النوبات. في بعض الأحيان يتم زرع محفز الأعصاب المبهم (VNS) واستخدامه مع الأدوية المضادة للصرع لتقليل النوبات. VNS هي أداة توضع تحت جلد الصدر.  يتم إرسال الطاقة الكهربائية من خلال العصب المبهم إلى الرقبة وإلى الدماغ.
يمكن أيضًا القيام بتغييرات معينة في نمط الحياة وتشمل ما يلي:[تحقق من المصدر]
- نظام غذائي خاص عالي الدهون ومنخفض الكربوهيدرات (نظام غذائي كيتوني).
- الحصول على الكثير من النوم.
- تجنب محفزات معينة، مثل الأضواء الوامضة.